# Djamel Bakar
Djamel Bakar (Marseille, 6 april 1989) is een Frans voetballer van Comorese afkomst die als aanvaller speelt.

## Carrière

### Clubcarrière
Bakar werd opgeleid door AS Monaco. Nadat hij in het seizoen 2008/09 weinig speeltijd kreeg bij Monaco – mede door een blessure –, tekende hij op 31 augustus 2009 voor AS Nancy. Na vier seizoenen Nancy trok hij in 2013 naar Montpellier HSC, eveneens uitkomend in de Ligue 1.
In 2016 trok Bakar voor het eerst naar het buitenland, met name naar het Belgische Sporting Charleroi. Na één jaar keerde hij terug naar Frankrijk om voor Tours FC te spelen.

### Interlandcarrière
Bakar speelde sinds 2007 vijf wedstrijden in het elftal onder 19 van Frankrijk, waarin hij eenmaal wist te scoren. Daarnaast kwam hij ook uit in Frankrijk –20 en Frankrijk –21. Sinds 2016 komt hij echter uit voor de Comoren.